# Until I Die
Until I Die este cel de-al doilea single extras de pe albumul Dancing Shoes, al cântăreței de origine suedeză, September.

## Informații generale
La data de 7 noiembrie a anului 2007 a fost extras cel de-al doilea single de pe albumul Dancing Shoes, intitulat Until I Die. La aceeași dată a fost lansat și cel de-al optulea EP din cariera Petrei Marklund. Acesta conține patru versiuni ale melodiei Until I Die: cea originală, una extinsă și două remix-uri. Fiind compus de Jonas von der Burg, Anoo Bhagavan și Niclas von der Burg, textul melodiei vorbește despre sentimentele ce trebuie să apară într-o relație și cum ar trebui abordată o relație.
Melodia a devenit un hit în țara natală a cântăreței, Suedia, unde a câștigat poziția cu numărul cinci în topul celor mai difuzate piese la radio, devenind astfel una dintre cele mai bine clasate piese în această țară a Petrei Marklund. În prezent, Until I Die ocupă poziția cu numărul 4048 în topul celor mai bune melodii din istoria Swedish Charts În Polonia, țară în care September este foarte populară, melodia a ajuns până pe locul șase în topuri. Aceași poziție a fost ocupată și în Finlanda. În România, Until I Die a urcat până pe locul cu numărul 29 până în prezent.
Videoclipul filmat pentru acest single o surprinde pe Petra Marklund cântând melodia într-o lume ireală, creată cu ajutorul efectelor computerizate. Pentru a promova melodia, September a interpretat-o live în cadrul premiilor Rockbjörnen din Stockholm, Suedia, pe data de 25 ianuarie a anului 2008.

## Lista melodiilor
Maxi CD single

1. "Until I Die" (Radio edit) – 3:46
2. "Until I Die" (Extended mix) – 6:09
3. "Until I Die" (Short club mix) – 3:53
4. "Until I Die" (Long club mix) – 6:47

## Poziții ocupate în topuri
| Topul (2007)          | Poziția maximă |
| --------------------- | -------------- |
| Finnish Singles Chart | 6              |
| Swedish Singles Chart | 5              |